# Radby

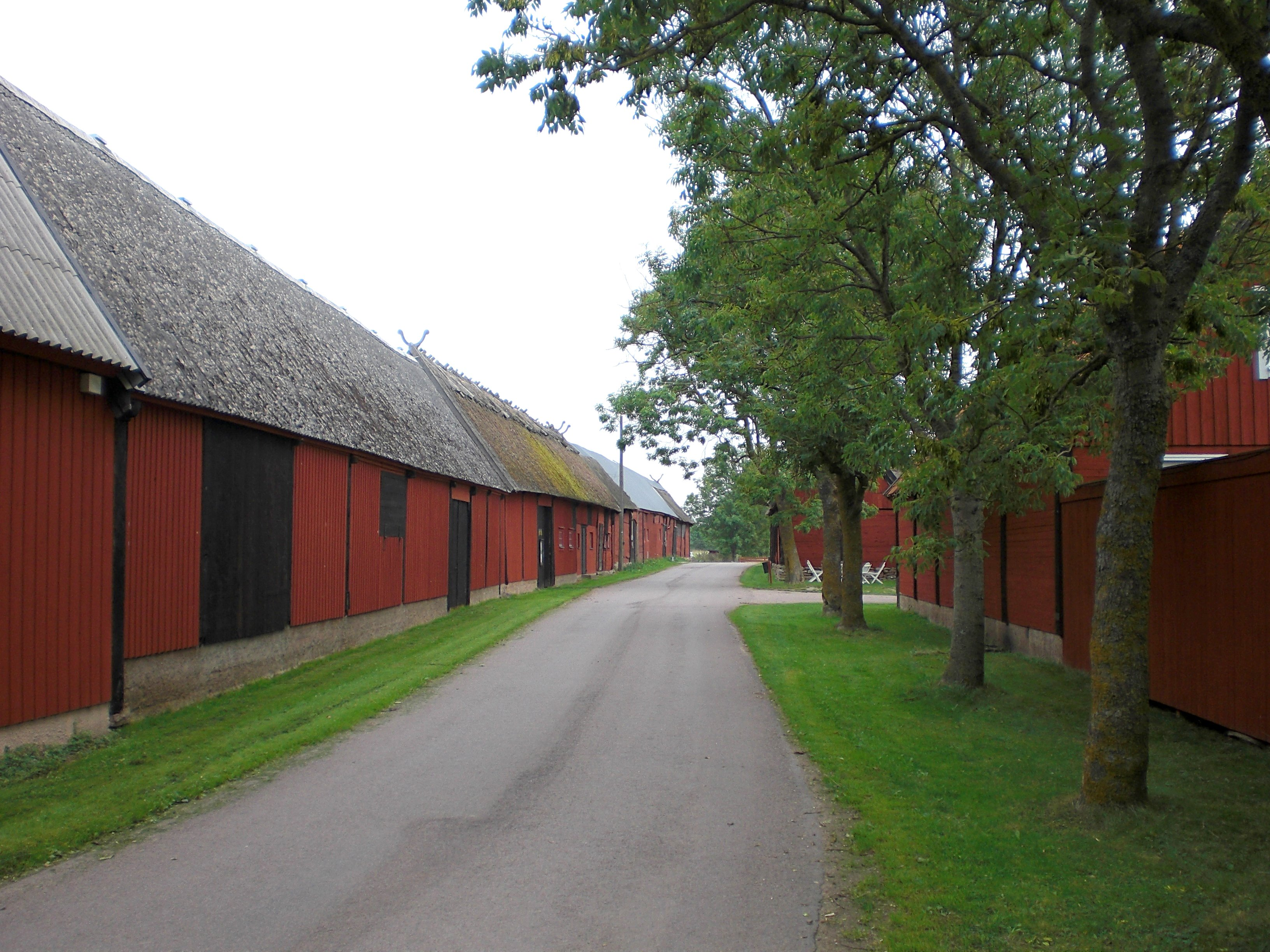
Himmelsberga är ett exempel på radby

I en radby ligger gårdarna i en rad, vanligtvis längs bygatan. I samband med skiftesreformerna på 1800-talet försvann flertalet radbyar.

## Exempel på bevarade radbyar
Några välbevarade radbyar som ännu finns kvar är Hagestad i Skåne och Långlöt på Öland. Några andra radbyar på Öland är Vickleby, Gösslunda, Hulterstad, Lilla Frö, Melösa, Rönnerum, Slagerstad, Södra Kvinneby, Södra Sandby, Triberga, och Törnbotten. I Blekinge finns Kalleberga i Ronneby kommun. I Uppland finns i Huddunge socken den välbevarade Huddunge radby, och i Vänge socken finns Ekeby by. Utanför Borås ligger Vängtorps by och i östra Småland ligger Kolsebro i Ukna socken. I Östergötland finns Kullarp i Ydre kommun. Sydöst om Örebro ligger Ormesta och Näsby. Sveriges längsta radby finns i Kubbe i Anundsjö socken i Ångermanland.[källa behövs]